# 湖月わたる
湖月 わたる（こづき わたる、6月28日 - ）は、日本の女優。元宝塚歌劇団星組トップスター。
埼玉県出身。梅田芸術劇場所属。放送大学教養学部教養学科心理と教育コース卒業（2012年）。
本名は三澤 陽子（みさわ ようこ）。身長174センチ。愛称わたるさん、わたるくん、わたさん。日舞花柳流の名取で、名取名は花柳湖月。

## 来歴
3人兄弟の第3子として出生。家族は両親と兄2人。幼少よりリトミックなどを習っていた。小学生のとき、『ジャワの踊り子』で宝塚歌劇と出会い、「長身を生かせる」と志望。
1987年宝塚音楽学校に合格。卒業後の1989年、宝塚歌劇団入団。入団時の成績は6番。星組公演『春の踊り／ディガディガドゥ』で初舞台を踏む。75期生。同期に伊織直加、嘉月絵理、美穂圭子、AYAKO（宝樹彩）、久城彬らがいる。翌1990年に星組に配属。
長身を活かしたダイナミックなダンスと、男役の申し子的な容姿でスター候補生とみなされ、早期より注目されていた。また、当時は星組男役層が厚く、多くの上級生に指導を受けられたことも後の宝塚生活に好影響を及ぼす。
1992年、ニューヨーク特別公演メンバーに選ばれる。
1994年、『若き日の唄は忘れじ』の文四郎役で、新人公演初主演。同年には自身2度目の海外公演・ロンドン公演に出演。
1997年には『夜明けの天使たち』で日本青年館公演初主演。直後に3度目の海外公演、香港公演に出演。そのまま宙組の立ち上げ要員に選ばれ、3番手として異動となる。
2000年、姿月あさと退団に伴い宙組2番手へ昇格するも、直後に「新専科」に異動となる。同年12月シアタードラマシティ公演『月夜歌聲』に主演。朝海ひかる（元雪組トップスター）との共演となった。
2002年日生劇場で行われた特別公演『風と共に去りぬ』にアシュレ役で出演。この時点で新専科としては唯一の全5組出演を達成する。同年6月 - 7月には、初の外部主演となる『フォーチュンクッキー』に出演。男役のイメージを覆す等身大の女の子を演じる。
2003年、全国ツアー『蝶・恋（ディエ・リエン）／サザンクロス・レビュー3』で星組トップスターに就任。相手役には専科から檀れいをむかえる。大劇場お披露目公演『王家に捧ぐ歌』は芸術祭演劇部門優秀賞を受賞。
2004年、前年に星組トップスターに就任したことから、入間市より「元気な入間・生き生き功労賞」を受賞（第4号）。
2005年、檀れいの退団に伴い、相手役に雪組から白羽ゆりをむかえる。全国ツアー『ベルサイユのばら／ソウル・オブ・シバ!!』が新トップコンビのお披露目公演となった。また、『ベルサイユのばら／ソウル・オブ・シバ!!』は、劇団史上初となる韓国公演でも上演。自身にとっては4度目、トップとしては初の海外公演だった。
2006年『ベルサイユのばら−フェルゼンとマリー・アントワネット編−』でフェルゼン役で主演。また特別出演により雪組公演（オスカル編）にも出演。同年11月12日の『愛するには短すぎる』『ネオ・ダンディズム』東京公演千秋楽にて退団。
2007年5月退団後初の作品『DAMN YANKEES くたばれ！ヤンキース』ではキュートで愛らしい女性を演じ、新境地を開いた。退団時に宣言していた学業も続け、高卒認定を取得。放送大学で心理学と教育学を中心に専攻し、卒業した。『カラミティ・ジェーン』『愛と青春の宝塚』『絹の靴下』等数々の話題作に出演。ダンスの分野に於いても、NYダンスカンパニーTHE MOVEMENT初来日公演に紅一点参加、ラスタ・トーマス、グスタヴォ・ザジャック氏招聘公演『BAD GIRLS meet BAD BOYS』シリーズではNY・アルゼンチンタンゴダンサーと共演し、活躍の場を広げている。2012年『DANCIN' CRAZY 2』でヴェルマを演じた時からダンス・歌・英語の個人レッスンを重ね、2014年『シカゴ』宝塚歌劇OGバージョンの閉幕後も英語の発音矯正を学び、2015年湖月が送った英語台詞のビデオがニューヨーク・ブロードウェイの『シカゴ』プロデューサーとクリエイティブチームに認められ、2015年12月アメリカ・カンパニー来日公演『シカゴ』全編英語上演（日本語字幕あり）における限定出演が決定した。

## 宝塚歌劇団時代の主演作品

### 新人公演主演
- 『若き日の唄は忘れじ』（1994年）（本役・紫苑ゆう）
- 『カサノヴァ・夢のかたみ』（1994年）（同上）
- 『国境のない地図』（1995年）（本役・麻路さき）
- 『剣と恋と虹と』（1996年）（同上）

（計4回）

### バウホール/青年館公演
- 『夜明けの天使たち』（星組 / 1997年）
- 『TEMPEST』（宙組 / 1999年）

### シアタードラマシティ公演
- 『月夜歌聲』（専科 / 2000年）
- 『永遠の祈り－革命に消えたルイ17世－』（星組 / 2003年）

## 宝塚歌劇団時代の主な舞台

### 星組時代
1989年
- 『春の踊り／ディガディガドゥ』初舞台

1992年
- ニューヨーク公演（ジョイス・シアター）

1994年
- 『若き日の唄は忘れじ／ジャンプ・オリエント』
- ロンドン公演（コロシアム劇場）

1996年
- 『ドリアン・グレイの肖像』
- 『エリザベート』

1997年
- 『夜明けの天使たち』（バウホール）＊初主演

### 宙組・専科時代
1998年
- 『エリザベート』
- 『嵐ヶ丘』
- 香港公演（香港カルチュラルセンター）
- 『エクスカリバー／シトラスの風』＊宙組お披露目公演

1999年
- 『TEMPEST』
- 『激情／ザ・レビュー'99』

2000年
- 『砂漠の黒薔薇／GLORIOUS!』
- 『うたかたの恋／GLORIOUS!!』－栄光の瞬間（とき）－
- 『月夜歌聲』
- 『望郷は海を越えて／ミレニアム・チャレンジャー』

2001年
- 『カステル・ミラージュ」〜消えない蜃気楼〜／ダンシング・スピリット！』
- 『猛き黄金の国／パッサージュ』
- 『ベルサイユのばら2001』
- 『大海賊／ジャズマニア』

2002年
- 『風と共に去りぬ』
- 『長い春の果てに／With a song in my heart』
- 『フォーチュン・クッキー』外部出演
- 『Switch』

### 星組トップ時代
- 『蝶・恋（ディエ・リエン）／サザンクロス・レビューIII』（2003年）（全国ツアー）
- 『王家に捧ぐ歌』（2003年）（宝塚大劇場、東京宝塚劇場 ）
- 『永遠の祈り－革命に消えたルイ17世－』（2003年）（シアタードラマシティ）
- 『1914/愛／タカラヅカ絢爛－灼熱のカリビアンナイト－』（2004年）（宝塚大劇場、東京宝塚劇場 ）
- 『花舞う長安－玄宗と楊貴妃－／ロマンチカ宝塚'04－ドルチェ・ヴィータ！－』（2004年）（博多座 、宝塚大劇場 、東京宝塚劇場 ）
- 『王家に捧ぐ歌』（2005年）（中日劇場）
- 『長崎しぐれ坂／ソウル・オブ・シバ!!－夢のシューズを履いた舞神－』（2005年）（宝塚大劇場、東京宝塚劇場 ）
- 『ベルサイユのばら／ソウル・オブ・シバ!!－夢のシューズを履いた舞神－』（2005年）（全国ツアー、韓国 ）
- 『ベルサイユのばら－フェルゼンとマリー・アントワネット編－』（2006年）（宝塚大劇場、東京宝塚劇場 ）
- 『湖月わたるダンシング・リサイタルAcross』（2006年）（サンシャイン劇場、シアタードラマシティ）
- 『コパカバーナ』（2006年）（梅田芸術劇場 ）
- 『愛するには短すぎる／ネオ・ダンディズム』（2006年）（宝塚大劇場 、東京宝塚劇場 ）

## ディナーショー
- 1999年 - 『NEXT I』(宝塚宙組)
- 2000年 - 『AUQA』 (宝塚專科)
- 2006年 - 『PASSION』(宝塚星組)
- 2008年 - 『A LIVE』(宝塚OG)

## 宝塚歌劇団退団後の舞台出演
2007年
- ブロードウェイミュージカル『DAMN YANKEES〜くたばれ！ヤンキース』
- 『DANCIN’CRAZY』
- 『夜叉ヶ池 (戯曲)』（原作：泉鏡花）※退団後初の男役
- ブロードウェイミュージカル『ALL SHOOK UP』

2008年
- 音楽劇『カラミティ・ジェーン』
- 『ACHE エイク 〜疼き〜 20th記念公演』
- ミュージカル『愛と青春の宝塚』嶺野白雪役

2009年
- 『LOVE LEGEND』
- ブロードウェイミュージカル『COCO』
- ブロードウェイミュージカル『All Shook Up』
- 『レザネ・フォール - 愛と幻影の巴里』

2010年
- ダンスミュージカル『絹の靴下』
- 『LOVE LETTER 2010 20周年記念公演』
- ミュージカル『DIANA』TSミュージカルファンデーション

2011年
- 『Dream Trail - TAKARAZUKA Way to 100th Anniversary 宝塚伝説』※ゲスト出演
- ミュージカル『愛と青春の宝塚』嶺野白雪役
- ブロードウェイミュージカル『BLUES IN THE NIGHT』

2012年
- 音楽劇『カラミティ・ジェーン』
- 『DANCIN’CRAZY2』
- 『大江戸緋鳥808』
- ウイーンミュージカル『エリザベート スペシャル ガラ・コンサート』ルキーニ 役

2013年
- TAKARAZUKA WAY TO 100th ANNIVERSARY vol.5『DREAM LADIES』（2013年）
- TAKARAZUKA WAY TO 100th ANNIVERSARY FINAL『DREAM, A DREAM』（2013年）

2014年
- 地球ゴージャスプロデュース公演vol.13『クザリアーナの翼』
- 『セレブレーション100!宝塚 この愛よ永遠に』
- TAKARAZUKA 100th Anniversary : OG version『CHICAGO』ヴェルマ 役

2015年
- umeda Arts Theater 10th Anniversary『Golden Songs』
- 谷崎潤一郎　喜劇『台所太平記』
- 『SUPER GIFT!』
- 『CHICAGO THE MUSICAL』ヴェルマ 役[1]

2016年
- ミュージカル『グランドホテル』
- 宝塚歌劇OGバージョン『CHICAGO THE MUSICAL』ヴェルマ　役　横浜・NY（デビット・H・コーク・シアター）・東京・大阪にて上演
- 『雪まろげ』アンナ 役[2]
- ウイーンミュージカル『エリザベート スペシャル ガラ・コンサート』ルキーニ 役

2017年
- 音楽喜劇「のど自慢」 ～上を向いて歩こう～
- Cosmos Symphony　Pukul～プクル～　－時を刻む愛の鼓動－

2018年
- ミュージカル『舞妓はレディ』
- 舞台『雲のむこう、約束の場所』

2019年
- トムとジェリー 夢よもう一度天使ガブリエル 役
- 11月、『星の王子さま』（六本木トリコロールシアター） [3]

2020年
- 9月、浪漫舞台『走れメロス』～文豪たちの青春～（ヒューリックホール東京・名古屋市公会堂・梅田芸術劇場 シアター・ドラマシティ）マダム雪子役 [4]

2021年
- 3-5月、シンフォニー音楽劇『蜜蜂と遠雷』～ひかりを聴け～（KAAT神奈川芸術劇場・新歌舞伎座・博多座）嵯峨三枝子役 [5]
- 4-5月、『エリザベート TAKARAZUKA25周年 スペシャル・ガラ・コンサート』（梅田芸術劇場メインホール・東急シアターオーブ）ルキーニ役 [6]
- 7月、10-11月、ミュージカル『オープニングナイト』～桜咲高校ミュージカル部～（新国立劇場 中劇場）校長役 [7]

2022年
- 1-2月、ミュージカル『INTO THE WOODS』（日生劇場・梅田芸術劇場メインホール）継姉役 [8]
- 7月、Daiwa House Special 音楽劇『クラウディア』Produced by 地球ゴージャス（東京建物 Brillia HALL・森ノ宮ピロティホール）神親殿役 [9]
- 8-9月、『8人の女たち』（サンシャイン劇場・梅田芸術劇場シアター・ドラマシティ）ギャビー役 [10]
- 11月、朗読劇『青空』（博品館劇場） [11]

2024年
- 3-4月、ミュージカル『町田くんの世界』（シアタークリエ・梅田芸術劇場シアター・ドラマシティ）母さん役 [12]
- 5-6月、『ベルサイユのばら50』（梅田芸術劇場・東京建物 Brillia HALL・御園座）フェルゼン/アンドレ役 [13]

2025年
- 4-5月、『未来へのOne Step！～世界を結ぶ愛の歌声～』（関西万博EXPOホール「シャインハット」・東京国際フォーラム・梅田芸術劇場）[14]
- 12月、『マイ フレンド ジキル』（よみうり大手町ホール・ドラマシティ）[15]

## ダンス公演
- DANCE GALAXY vol.1『GILLE』（2008年）
- DANCE GALAXY vol.2『Rose Adagio - 眠れる森の美女』（2010年）
- 『ELECTRIC CITY エレクトリック・シティ』（2011年）-NYダンス集団 THE MOVEMENT 日本初上陸公演
- DANCE LEGEND vol.1『BADGIRLS meets BADBOYS』（2012年）-ラスタ・トーマス&“BAD BOYS OF DANCE”コラボ公演
- DANCE LEGEND vol.2『Argentango アルジェンタンゴ』（2014年）-グスタヴォ・ザジャック氏招聘公演。アルゼンチンタンゴダンサーと共演
- DANCE LEGEND vol.3『FLAMENCO CAFE'DEL GATO　～フラメンコ・カフェ・デル・ガト～』（2016年）-構成・演出・振付はマリア・パヘス舞踊団ホセ・バリオス氏。スペインフラメンコダンサーと共演

## コンサート
- 『Re-Birth』（2008年）
- 『T4 コンサート』（2009年）
- 『没後10周年記念 寺田瀧雄メモリアルコンサート〜歌い継がれて〜』（2010年）
- 『越路吹雪トリビュートコンサート』（2010年・2011年）
- 『小林公平没後1周年・チャリティスペシャル『愛の旋律〜夢の記憶』（2011年）
- ガラ・コンサート『BROADWAY MUSICAL LIVE 2012』（2012年）
- ガラ・コンサート『BROADWAY MUSICAL LIVE 2013』（2013年）
- 『見砂和照と東京キューバンボーイズ結成65周年記念コンサート』（2015年）
- Au Revoir TOKYO KAIKAN〜また逢う日まで〜（2015年）
- ビクターエンタテイメント『麗人–REIJIN-』発売記念コンサート（2015年）

　　　1月21日にビクター・エンターテインメントから発売の宝塚歌劇団OGによるカバーアルバム『麗人 REIJIN』に参加。EXILEの「Ti Amo」を歌唱。
- 地球ゴージャス20th Anniversary Gala Concert（2015年）
- LAFFOO charity concert in Osaka Vol.12（2015年）
- ビクターエンタテイメント『麗人–showa-era』発売記念コンサート（2015年）

　　 7月22日にビクター・エンターテインメントから発売の宝塚歌劇団OGによるカバーアルバム第2弾『麗人-Showa-Era』に参加。沢田研二の「勝手にしやがれ」を歌唱。
- 岩谷時子メモリアルコンサート〜アンコール〜（2015年）
- ニューイヤー・ミュージカル・コンサート2017（2017年）
- 越路吹雪　三十七回忌特別追悼公演「越路吹雪に捧ぐ」（2017年）

## ライブ
- 『Wataru Kozuki Presents Across Super Live Vol.I』Fanclub Across　限定ライブ（2010年）
- 『Wataru Kozuki Presents Across Super Live Vol.II』Fanclub Across　限定ライブ（2011年）
- 『東京會舘presents 　Actor 湖月わたる5thAnniversarySpecial Talk&Live』（2011年）
- 『湖月わたる凱旋ライヴin元気な入間』（2011年）
- 『Wataru Kozuki Presents Across Super Live Vol.III』Fanclub Across　限定ライブ（2012年)
- 『Wataru Kozuki Presents 「DANCE & SONGS」』Fanclub Across　限定ライブ（2013年)
- 『東京會舘presents　湖月わたるXmasSpecial Live&Talk』（2013年）
- 『Wataru Kozuki presents BirthDay Live』Fanclub Across　限定ライブ（2015年)
- 『湖月わたる スペシャルTALK and LIVEー未来へ、TAKARAZUKA！-』（2015年）
- 『Wataru Kozuki Presents Across Super Live Vol.Ⅳ』Fanclub Across　限定ライブ（2017年）

## 講演
- 放送大学創立30周年記念シンポジウム『学ぶ。世界が変わる。-放送大学のチカラ-』-パネリスト　（2013年）
- 『放送大学で「大人の学び」』　（2014年）
- 聖心女子大学第33回教養講座　（2014年）
- 日比谷カレッジ「演劇への入口講座」　（2014年）
- NHK文化センター梅田教室「人生は舞台と共に」（2015年）
- 大阪梅田北消防署講演会（2017年）

## テレビ出演
- 放送大学 『大学の窓』他
- NHK総合 『NHK歌謡コンサート』『金曜バラエティー』他
- テレビ朝日系列 『お試しかっ!』『真夏のプレミア音楽祭〜魅惑のコラボレーション〜』『ミラクル9』他
- TBS系列 『関口宏の東京フレンドパークII』他
- テレビ東京 『レディス4』他
- フジテレビ系列 『プレミアの巣窟』『HEY!HEY!HEY! MUSIC CHAMP』『笑っていいとも！』『ペケ×ポン』『めざましテレビ』『VS嵐』他
- WOWOW『ザ・プライムショー』『宝塚プルミエール』-ナレーション・出演
- 日テレプラス『荒川静香Friends＋α2012』
- BS朝日『BS朝日SUZUKIpresents 極上空間』

### 参加作品
- 「麗人-REIJIN-」（2015年1月21日　ビクターエンタテインメント）宝塚OG・歴代トップスターによる“男歌”カバーアルバム
  - 「Ti Amo」をカバー[17]
- 「麗人　REIJIN SHOWA ERA」（2015年7月1日　ビクターエンタテインメント）
  - 「勝手にしやがれ」をカバー[18]
- 越路吹雪トリビュートアルバム『越路吹雪に捧ぐ』（2016年12月21日）
  - 「ろくでなし」をカバー[19]